# Stiftung Herzogtum Lauenburg

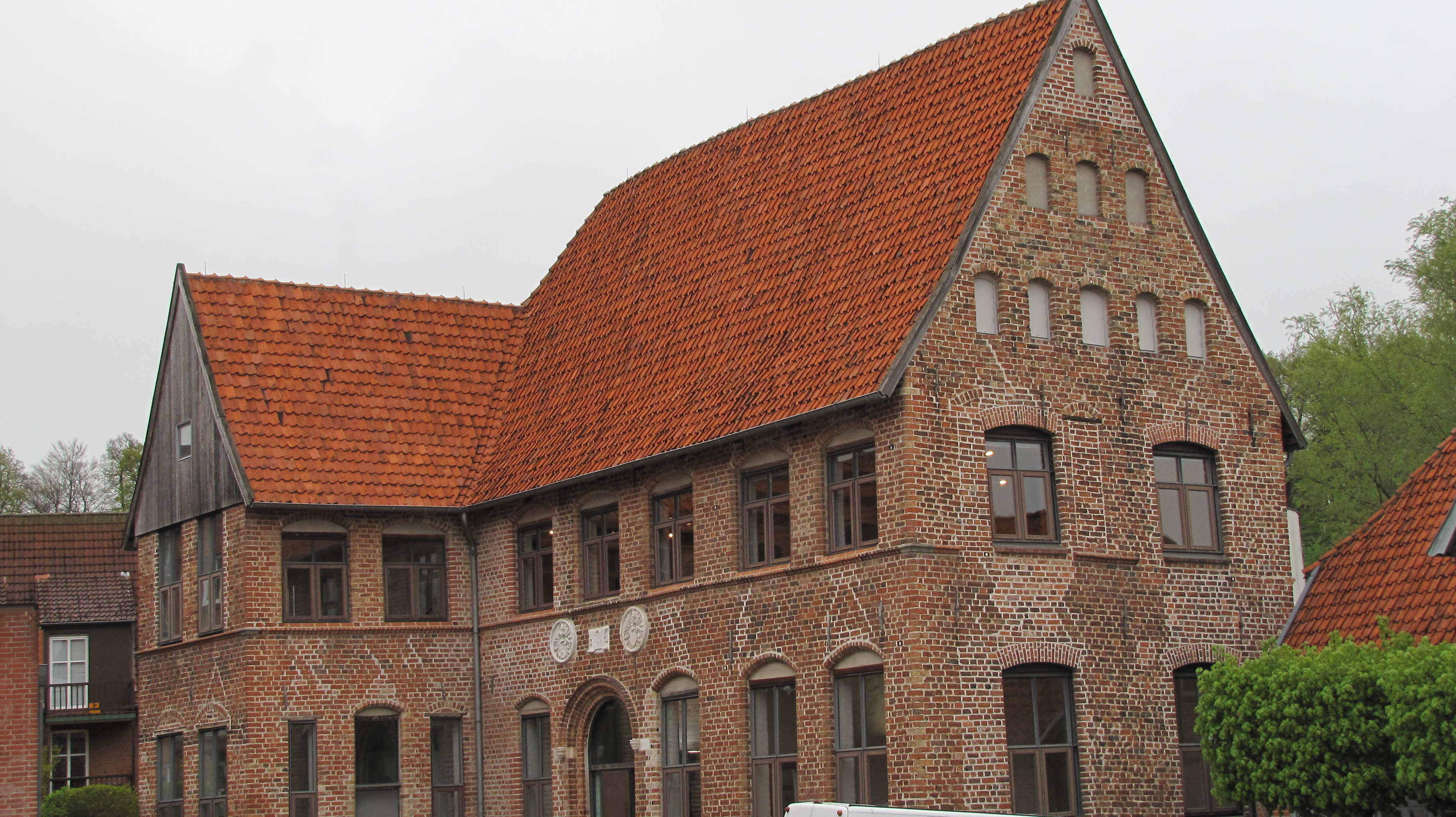
Der Stadthauptmannshof in Mölln, Sitz der Stiftung

Die Stiftung Herzogtum Lauenburg ist eine Stiftung des bürgerlichen Rechts mit Sitz in der Stadt Mölln im Naturpark Lauenburgische Seen.

## Geschichte
Die Stiftung wurde im Jahr 1977 vom damaligen CDU-Kreisvorsitzenden und späteren Ministerpräsidenten des Landes Schleswig-Holstein Uwe Barschel und dem Unternehmer Karl-Josef Ballhaus (Schwarzkopf) ins Leben gerufen. Ihr Auftrag und Stiftungszweck ist die Förderung von Kultur und Natur im Kreis Herzogtum Lauenburg. Die Stiftung unterhält seit 1986 die Lauenburgische Akademie für Wissenschaft und Kultur, die ebenfalls im Stadthauptmannshof in Mölln ansässig ist. Die Stiftung ist ebenfalls Träger des Amtsrichterhauses in Schwarzenbek als Kulturzentrum.

## Kulturpreis
Der Kulturpreis wird seit 2002 alle zwei Jahre vergeben. Preisträger sind:
- 1978 Karl Lorenz
- 1979 Ilse Harms-Lipski
- 1980 Ingeborg Engelhardt
- 1981 Hilde Fürstenberg und Ernst Behrends
- 1982 Frauke Wehberg
- 1983 Till Sudeck
- 1984 Paul Tockhorn
- 1985 Klaus Rainer Goll
- 1986 Gottfried Kippel
- 1987 Carl-Albrecht von Treuenfels
- 1989 Hans-Jürgen Wohlfahrt
- 1990 Ratzeburger Paramentenwerkstatt
- 1991 Neithard Bethke
- 1992 Künstlerhaus Lauenburg
- 1993 Karlheinz Goedtke
- 1995 Ferdinand Forsch
- 1997 Hans-Jürgen Rumpf
- 1999 Bernhard Fograscher
- 2002 Hans-Werner Könecke
- 2006 Rainer Erhard Teubert
- 2008 Theater im Stall
- 2012 Theater Lauenburg
- 2014 Eduard Wehmeier
- 2016 Klaus Irmscher
- 2018 Ebrahim Sharghi
- 2020 Claudia Bormann
- 2022 Lauenburgischer Kunstverein

Träger des Förderpreises für junge Künstler sind:
- 1985 Frank Krüger
- 1987 Dagmar Nettelmann
- 1990 Susanna Röckseisen
- 1992 Mojca Erdmann
- 1994 Arkadi Gudnikov
- 1996 Wiebke Tamke
- 2012 Rosbeh Hamidzadeh Khayyat
- 2014 Ömer Kilic
- 2016 Christina Sophie Meier
- 2018 Florian Klein
- 2020 Beat´n´Dance